# أندرو غرانت شابمان
أندرو غرانت شابمان (بالإنجليزية: Andrew Grant Chapman) هو محامي وسياسي أمريكي، ولد في 17 يناير 1839، وتوفي في 25 سبتمبر 1892. حزبياً، نشط في الحزب الديمقراطي. وقد انتخب عضو مجلس النواب لولاية ماريلند وانتخب عضو مجلس النواب الأمريكي.